# Sistema horari tailandès de 6 hores
El sistema horari tailandès de 6 hores és un sistema de mesura del temps tradicional a Tailàndia on es fa servir conjuntament amb el sistema horari oficial de 24 hores. Igual que altres sistemes, divideix el dia en 24 hores, però també divideix el dia en quatre quarts, cadascun compost de sis hores.

## Descripció
Les hores de cada quart (amb l'excepció de la sisena) es denominen amb paraules o frases que designen al període, les mateixes són:
- ... mong chao (tailandès:...โมงเช้า, IPA: [mōːŋ tɕʰáːw]) per a la primera meitat del període diürn (07:00 a 12:59)
- Bai ... mong (บ่าย...โมง, [bàːj mōːŋ]) per a la segona meitat del període diürn (13:00 a 18:59)
- ... thum (...ทุ่ม, [tʰûm]) per a la primera meitat de la nit (19:00 a 00:59)
- Ti ... (ตี..., [tīː]) per a la meitat posterior de la nit (1:00-06:59)

Es creu que aquests termes es van originar en els sons dels aparells tradicionals de control del temps. El gong era utilitzat per anunciar les hores durant les hores diürnes i el tambor a la nit. Per tant, els termes mong, seria una onomatopeia del so del gong, i thum, el so del tambor. Ti és un verb que significa colpejar i se sospita que prové de l'acte de colpejar el dispositiu sonors. Chao i bai signifiquen "matí" i "tarda" respectivament i es fan servir per diferenciar els dos quarts diürns.

## Comparació dels sistemes
La següent taula compara els sistemes de mesura del temps.
| Significat    | 6 hores              | 6 hores                          | 6 hores modificat | 6 hores modificat      | 24 hores     | 24 hores            | 24 hores                     |
| Significat    | Thai                 | RTGS                             | Thai              | RTGS                   | ISO          | Thai                | RTGS                         |
| ------------- | -------------------- | -------------------------------- | ----------------- | ---------------------- | ------------ | ------------------- | ---------------------------- |
| 1 de matinada | ตีหนึ่ง                 | ti nueng                         | ตีหนึ่ง              | ti nueng               | 01:00        | หนึ่งนาฬิกา            | nueng nalika                 |
| 2 de matinada | ตีสอง                 | ti song                          | ตีสอง              | ti song                | 02:00        | สองนาฬิกา            | song nalika                  |
| 3 de matinada | ตีสาม                 | ti sam                           | ตีสาม              | ti sam                 | 03:00        | สามนาฬิกา            | sam nalika                   |
| 4 de matinada | ตีสี่                   | ti si                            | ตีสี่                | ti si                  | 04:00        | สี่นาฬิกา              | si nalika                    |
| 5 de matinada | ตีห้า                  | ti ha                            | ตีห้า               | ti ha                  | 05:00        | ห้านาฬิกา             | ha nalika                    |
| 6 al matí     | ตีหก, ย่ำรุ่ง            | ti hok, yam rung                 | หกโมงเช้า          | hok mong chao          | 06:00        | หกนาฬิกา             | hok nalika                   |
| 1 al matí     | โมงเช้า               | mong chao                        | เจ็ดโมง (เช้า)*     | chet mong (chao)*      | 07:00        | เจ็ดนาฬิกา            | chet nalika                  |
| 2 al matí     | สองโมงเช้า            | song mong chao                   | แปดโมง (เช้า)*     | paet mong (chao)*      | 08:00        | แปดนาฬิกา            | paet nalika                  |
| 3 al matí     | สามโมงเช้า            | sam mong chao                    | เก้าโมง (เช้า)*     | kao mong (chao)*       | 09:00        | เก้านาฬิกา            | kao nalika                   |
| 4 al matí     | สีโมงเช้า              | si mong chao                     | สิบโมง (เช้า)*      | sip mong (chao)*       | 10:00        | สิบนาฬิกา             | sip nalika                   |
| 5 al matí     | ห้าโมงเช้า             | ha mong chao                     | สิบเอ็ดโมง (เช้า)*   | sip et mong (chao)*    | 11:00        | สิบเอ็ดนาฬิกา          | sip et nalika                |
| migdia        | เที่ยงวัน               | thiang wan                       | เที่ยงวัน            | thiang wan             | 12:00        | สิบสองนาฬิกา          | sip song nalika              |
| 1 a la tarda  | บ่ายโมง               | bai mong                         | บ่ายโมง            | bai mong               | 13:00        | สิบสามนาฬิกา          | sip sam nalika               |
| 2 a la tarda  | บ่ายสองโมง            | bai song mong                    | บ่ายสองโมง         | bai song mong          | 14:00        | สิบสี่นาฬิกา            | sip si nalika                |
| 3 a la tarda  | บ่ายสามโมง            | bai sam mong                     | บ่ายสามโมง         | bai sam mong           | 15:00        | สิบห้านาฬิกา           | sip ha nalika                |
| 4 a la tarda  | บ่ายสี่โมง              | bai si mong                      | บ่ายสี่โมง**         | bai si mong**          | 16:00        | สิบหกนาฬิกา           | sip hok nalika               |
| 5 a la tarda  | บ่ายห้าโมง             | bai ha mong                      | บ่ายห้าโมง**        | bai ha mong**          | 17:00        | สิบเจ็ดนาฬิกา          | sip chet nalika              |
| 6 a la tarda  | หกโมงเย็น, ย่ำค่ำ       | hok mong yen, yam kham           | หกโมงเย็น          | hok mong yen           | 18:00        | สิบแปดนาฬิกา          | sip paet nalika              |
| 1 a la nit    | หนึ่งทุ่ม                | nueng thum                       | หนึ่งทุ่ม             | nueng thum             | 19:00        | สิบเก้านาฬิกา          | sip kao nalika               |
| 2 a la nit    | สองทุ่ม                | song thum                        | สองทุ่ม             | song thum              | 20:00        | ยี่สิบนาฬิกา            | yi sip nalika                |
| 3 a la nit    | สามทุ่ม                | sam thum                         | สามทุ่ม             | sam thum               | 21:00        | ยี่สิบเอ็ดนาฬิกา         | yi sip et nalika             |
| 4 a la nit    | สี่ทุ่ม                  | si thum                          | สี่ทุ่ม               | si thum                | 22:00        | ยี่สิบสองนาฬิกา         | yi sip song nalika           |
| 5 a la nit    | ห้าทุ่ม                 | ha thum                          | ห้าทุ่ม              | ha thum                | 23:00        | ยี่สิบสามนาฬิกา         | yi sip sam nalika            |
| mitjanit      | เที่ยงคืน, หกทุ่ม, สองยาม | thiang khuen, hok thum, song yam | เที่ยงคืน, หกทุ่ม      | thiang khuen, hok thum | 24:00, 00:00 | ยี่สิบสี่นาฬิกา, ศูนย์นาฬิกา | yi sip si nalika, sun nalika |

* La palabrachao (เช้า)és opcional ja que aquí els números 7 a 11 no s'utilitza en altres llocs.
** Col·loquialment, si mong yen (สี่โมงเย็น) i ha mong yen (ห้าโมงเย็น) també es parla si es considera que és la tarda o nit.